# Coptoprepes variegatus
Coptoprepes variegatus là một loài nhện trong họ Anyphaenidae.
Loài này thuộc chi Coptoprepes. Coptoprepes variegatus được Cândido Firmino de Mello-Leitão miêu tả năm 1940.